# Arie van Vliet
Arie van Vliet (Woerden, 18 marzo 1916 – Woerden, 9 luglio 2001) è stato un pistard olandese.

## Palmarès

### Olimpiadi
- Oro a Berlino 1936 nel chilometro a cronometro.
- Argento a Berlino 1936 nella velocità.

### Mondiali
- Oro a Zurigo 1936 nella velocità (amatori).
- Oro a Amsterdam 1938 nella velocità.
- Oro a Amsterdam 1948 nella velocità.
- Oro a Zurigo 1953 nella velocità.
- Argento a Lipsia 1934 nella velocità (amatori).
- Argento a Bruxelles 1935 nella velocità (amatori).
- Argento a Copenaghen 1937 nella velocità.
- Argento a Liegi 1950 nella velocità.
- Argento a Colonia 1954 nella velocità.
- Argento a Liegi 1957 nella velocità.
- Bronzo a Zurigo 1946 nella velocità.
- Bronzo a Copenaghen 1949 nella velocità.
- Bronzo a Milano 1955 nella velocità.